# Уиггинс, Сара Вулфолк
Сара Вулфолк Уиггинс (англ. Sarah Woolfolk Wiggins, 29 июня 1934, Монтгомери — 2020) — профессор истории в Университете Алабамы в Таскалусе, штат Алабама. Она была первой женщиной на историческом факультете университета и в течение 10 лет редактировала The Alabama Review.
Она родилась в Монтгомери, штат Алабама. Она училась в колледже Хантингдона, а затем в Университете штата Луизиана у профессора Т. Гарри Уильямса. Она вышла замуж за своего профессора и родила детей. Она вырастила их одна после смерти мужа.
В 1960-х и 1970-х годах она написала несколько статей и книгу о политике эпохи Реконструкции в Алабаме.